# Portugiesisch-vincentische Beziehungen
Die portugiesisch-vincentischen Beziehungen beschreiben das zwischenstaatliche Verhältnis von Portugal und St. Vincent und die Grenadinen. Seit 1995 unterhalten die Länder direkte diplomatische Beziehungen.
Die Beziehungen gelten als unbelastet, aber mangels Berührungspunkten wenig intensiv.
Im Jahr 2017 waren weder vincentinische Staatsbürger in Portugal gemeldet, noch waren Portugiesen konsularisch in St. Vincent und die Grenadinen registriert.

## Geschichte
St. Vincent und die Grenadinen wurde 1498 von Christoph Kolumbus für Spanien entdeckt. Gemäß dem Vertrag von Tordesillas fiel die Insel in die spanische Sphäre, so dass keine besonderen Beziehungen zum Portugiesischen Kolonialreich entstanden. Danach wurde sie abwechselnd französisch und britisch.
Für die Plantagenwirtschaft der Inseln, auf denen insbesondere Zuckerrohranbau angebaut wurde, holten die Kolonialherren Sklaven in steigender Zahl auf die Insel. Zu einem wesentlichen Teil stammten diese Sklaven aus portugiesischen Besitzungen entlang der Westküste Afrikas, bis zur Abschaffung der Sklaverei auf den Inseln im Jahr 1838.
St. Vincent und die Grenadinen wurde 1979 von Großbritannien unabhängig. Danach entwickelten sich keine engeren Beziehungen zu Portugal.
Am 12. April 1995 gingen beide Länder direkte diplomatische Beziehungen ein. Júlio Sales Mascarenhas, Portugals Botschafter in Venezuela, doppelakkreditierte sich am 22. März 1997 in St. Vincent und die Grenadinen als erster portugiesischer Botschafter.
Die Beziehungen erfuhren dennoch keine wesentlichen Intensivierungen. So begegnen sich beide Länder bis heute hauptsächlich in UN-Gremien.

## Diplomatie
Portugal unterhält keine eigene Botschaft in St. Vincent und die Grenadinen, das Land gehört zum Amtsbezirk der portugiesischen Botschaft in der venezolanischen Hauptstadt Caracas. Ein portugiesisches Honorarkonsulat ist in der vincentinischen Hauptstadt Kingstown eingerichtet.
St. Vincent und die Grenadinen hat ebenfalls keine eigene Botschaft in Portugal, zuständig ist die vincentinische Vertretung in London. Konsulate führt St. Vincent und die Grenadinen in Portugal nicht.

## Wirtschaft
Die portugiesische Außenhandelskammer AICEP unterhält keine Niederlassung in St. Vincent und die Grenadinen, zuständig ist das AICEP-Büro in der venezolanischen Hauptstadt Caracas.
Im Jahr 2016 exportierte Portugal Waren im Wert von 48.000 Euro nach St. Vincent und die Grenadinen (2015: 22.000; 2014: 94.000; 2013: 28.000; 2012: 34.000), davon 70,4 % Maschinen und Geräte (vor allem Kühlschränke), 22,2 % Optik- und Präzisionsgeräte, 5,3 % Holz und Kork, und 2,0 % Kunststoffe.
Im gleichen Zeitraum lieferte St. Vincent und die Grenadinen keine Waren an Portugal, auch für die vorherigen Jahren sind keine vincentinischen Exporte nach Portugal vermerkt.
Damit stand St. Vincent und die Grenadinen für den portugiesischen Außenhandel an 195. Stelle als Abnehmer.

## Sport
Die Portugiesische Fußballnationalmannschaft und die Auswahl von St. Vincent und die Grenadinen der Männer sind bisher noch nicht aufeinander getroffen, auch die der Frauen noch nicht (Stand Mai 2021).
Der vincentische Rekord-Nationalspieler Keith Gumbs spielte 1998–1999 für den nordportugiesischen Fußballklub FC Felgueiras.